# Jean-Henri Dotteville
Jean-Henri Dotteville (ou Johannes Henricus Doteville), né le 22 décembre 1716 à Palaiseau, mort le 25 octobre 1807 à Versailles, est un oratorien français. 

## Biographie
Il était le fils naturel d'un ambassadeur.
Il fut longtemps professeur au collège de Juilly. On a de lui des traductions estimées de Salluste, 1749. Il avait en outre préparé des traductions de Pline et de Tite-Live.

## Pour approfondir